# Tōgō Heihachirō
Tōgō Heihachirō (東郷平八郎, Kagoshima, 27 de janeiro de 1847 – Tóquio, 30 de março de 1934) almirante japonês, venceu os russos em Port Arthur e em Tsushima em 1905.Em 1914 foi nomeado diretor da Togu-gogakumonjo, Escola do Palácio Imperial, onde estudou o futuro imperador Hirohito.

## Vida
Ele se alistou no navio de guerra do feudo de Satsuma em 1866 e participou da guerra Boshin ao lado dos partidários do imperador Meiji. Ele foi, portanto, integrado à nova marinha imperial japonesa e em 1871 enviado ao Reino Unido para um longo período de estudo e treinamento. Ele voltou para casa em 1878 e serviu em várias canhoneiras, tornando-se capitão de corveta em 1879; em 1881 assumiu o comando do Daini Teibo. Em 1886, capitão de navio, estudou direito internacional por conta própria, tornando-se comandante do encouraçado Hieie, finalmente, Chefe do Estado-Maior do 2º Distrito Naval (Kure). A partir do final de 1891 foi comandante do cruzador Naniwa, que liderou com maestria na primeira guerra sino-japonesa. Foi elogiado por ter sido promovido a contra-almirante e confiado a ele cargos de prestígio, como o de diretor do Colégio Naval, que dirigiu duas vezes entre 1896 e 1899; neste período ele alcançou o posto de vice-almirante. No início de 1900, ele estava no comando de uma das frotas da marinha imperial, mas sua carreira deu um salto repentino quando em 1903 o ministro da Marinha o nomeou comandante da Frota Combinada e a 1ª Frota juntos.

Em fevereiro de 1904, com a eclosão da Guerra Russo-Japonesa, ele colocou um bloqueio efetivo em Port Arthur, onde quase toda a frota czarista do Pacífico estava localizada; o bloqueio custou perdas significativas, mas ele conseguiu repelir duas missões russas e proteger as operações anfíbias na península de Liaodong, ganhando o posto de almirante. Uma vez que a cidade caiu no início de 1905, ele conseguiu se preparar adequadamente para enfrentar a Frota do Báltico, que partiu de São Petersburgo: enfrentou-a entre 27 e 28 de maio de 1905 na batalha de Tsushima, onde obteve um vitória decisiva. Apenas três navios russos reparados em Vladivostok, dezoito foram afundados e dez foram capturados, ao preço de três torpedeiros. Nos anos seguintes recebeu importantes condecorações, foi elevado à nobreza de conde (1907) e à prestigiosa de Gensui Kaigun Taishō, ou "marechal -almirante" (1913). De 1914 a 1921 foi tutor do herdeiro do trono Hirohito e em 1926, estimado e honrado, desapareceu da cena pública. Tendo se tornado marquês em 29 de maio de 1934, ele morreu no dia seguinte.